# Рикерт, Эбба
Эбба Рикерт (швед. Ebba Cecilia Richert; 4 февраля 1904, Стокгольм — 8 июля 1980, там же) — шведская писательница.

## Биография и творчество
Эбба Рикерт родилась в 1904 году в Стокгольме. Её родителями были Юхан Рикерт, книготорговец, и Аманда Ольссон, происходившая из семьи готландских рыбаков. Отец умер, когда девочке было четыре года. В раннем детстве Эбба жила в приёмной семье на Готланде, а затем мать забрала её в Стокгольм. Эбба Рикерт дважды была замужем: первый брак, с Джо Гульдемондом, длился недолго, и в 1934 году она вышла замуж за Карла Хугогорда, с которым усыновила ребёнка.
Прежде чем обратиться к литературному творчеству, Эбба Рикерт занималась журналистикой и писала, в числе прочего, для Svenska Morgonbladet. Её первый роман, «Lejdeträsk», был издан в 1937 году. В последующих своих произведениях писательница часто делала местом действия Готланд, где прошло её детство. Героиня её романа «En anständig kvinna» (1943), родом с Готланда, отправляется в Стокгольм, где учится на швею и затем работает в лучшем швейном ателье города. В основу романа легла история матери Эббы, её замужества и ранней смерти отца.
Наибольший успех имел роман «Brödernas kvinna», опубликованный в 1939 году и описывающий любовный треугольник между Эммой, её мужем, готландским фермером, и младшим братом мужа. В 1943 году по нему был снят фильм с Вивекой Линдфорс в главной роли. Другой роман Рикерт, «Ta hand om Ulla» (1941), также был экранизирован; в главной роли снялась Марианна Аминофф. 1940-е годы стали особенно плодотворным периодом для писательницы: она опубликовала ряд романов, центральными персонажами которых были преимущественно женщины. Затем, после романа «Son till en director» (1952), последовал тринадцатилетний перерыв в творчестве. Эбба Рикерт вернулась в литературу в 1965 году со сборником рассказов «Judasros».
В 1965 году писательница также опубликовала автобиографическую книгу «Vem är jag. En hänsynslös självbiografi», в которой чрезвычайно откровенно рассказывала о своей жизни, о первом коротком браке, закончившемся расставанием и нелегальным абортом, а также о втором замужестве, о последующем разводе, о злоупотреблении алкоголем и наркотиками, и т. д. Последующие книги, «Trollbunden» (1973) и «Udda ungen» (1977), также содержат элементы автобиографии. Эбба Рикерт увлекалась оккультизмом и в своих книгах рассказывает о контактах с обоими покойными мужьями. По словам самой писательницы, доказательство существования иного мира придало новый смысл её жизни.
Эбба Рикерт умерла в 1980 году в Стокгольме.